# Apollo Robbins
Apollo Robbins (Plainview, Texas, 23 de mayo de 1974) es un prestidigitador estadounidense, consultor de seguridad, se describe a sí mismo como ladrón de guante blanco y especialista en el engaño. La revista Forbes lo ha llamado "un astuto manipulador de la atención".
En una reseña de The New Yorker, el escritor Adam Green dijo: "Robbins, de 41 años que vive en Las Vegas, es un peculiar híbrido en varias artes, conocido en su oficio como un carterista teatral. Entre sus compañeros, es ampliamente considerado como el mejor del mundo en lo que hace, que es retirar objetos de otras personas, tales como, relojes, carteras, móviles u objetos personales, utilizando un método psicológico que hace que la otra persona no le preste atención al lugar en el que Apollo esta actuando a la hora de sacarle por ejemplo la cartera."
Apollo, un hombre amable, ha dicho en varias entrevistas, que aprendió sus habilidades a partir de dos hermanos, que su padre era ciego, y que, cuando era niño, tenía ortesis en sus piernas.
Ganó notoriedad después de hurtar a agentes del Servicio Secreto que acompañaban al expresidente Jimmy Carter. Robó con éxito, entre otras cosas, el itinerario del expresidente Carter y las llaves de su caravana de autos. La publicidad llevó a varios grupos policiales a contactar con él acerca de sus técnicas. Robbins explicó a un entrevistador: "Robé a varios agentes del Servicio Secreto de Jimmy Carter. Después de eso, se me acercaron [para consulta] departamentos de policía e individuos de seguridad. Llegué a visitar las cárceles y empecé a aprender la forma de pensar y las habilidades de los verdaderos ladrones".
Habría que añadir que Robbins actualmente actúa en sus espectáculos de forma legal mostrando en todo momento sus métodos y trucos para retirarle los objetos a otras personas, Fue el mentor de los protagonistas Margot Robbie y Will Smith a la hora de rodar la película Focus (película de 2015)

## Whizmob Inc.
En 2006, Robbins fundó Whizmob Inc., un "cerebro de confianza" que ofrece asesoría legal con oficiales y ex-convictos como expertos en fraude, robo y estafas.
El nombre probablemente fue tomado del libro de David W. Maurer de 1995 titulado "Whiz Mob: Una correlación del Argot Técnica de carteristas , con su patrón de comportamiento" (Gainesville, Fla.: Sociedad Americana del Dialecto; edición 1964).